# Carex backii
Espèce
Classification phylogénétique
Carex backii est une espèce de plantes du genre Carex et de la famille des Cyperaceae.